# Mesochorus oxfordensis
Mesochorus oxfordensis är en stekelart som beskrevs av Schwenke 1999. Mesochorus oxfordensis ingår i släktet Mesochorus och familjen brokparasitsteklar. Inga underarter finns listade i Catalogue of Life.